# Luiz Vergílio
Luiz Algacir Vergílio da Silva (Curitiba, 23 de março de 1973 – 23 de janeiro de 2010) foi um mesa-tenista paralímpico brasileiro.
Luiz Vergílio participou de quatro jogos paralímpicos: Atlanta 1996, Sydney 2000, Atenas 2004 e Pequim 2008.

## Biografia
Em 1988, na cidade de Foz do Iguaçu, Luiz Vergílio sofreu uma queda após subir em uma árvore e como consequência deste acidente, perdeu os movimentos da perna. No início da década de 1990, a amiga Maria Luiza Passos convidou Vergílio a participar de competições especiais para atletas com deficiência física, e assim começou a treinar o tênis de mesa, competindo na classe 3 (cinco são as classes existentes, sendo divididas por grau de limitação física).
Sua primeira competição foi em 1992, no V Campeonato Brasileiro de Tênis de Mesa, realizado na cidade de Recife. Nesta competição, ganhou três medalhas de prata. No ano seguinte ganhou a medalha de ouro na mesma competição, realizada na cidade de São Paulo.
Em 1995 participou de sua primeira competição internacional, quando viajou para a Inglaterra, para participar do Stoke Mandeville Games. Nesta competição ficou em 5° e 6° lugares, em três categorias.
Sua primeira Paralimpíada foi em Atlanta, em 1996, e de lá trouxe um resultado significativo, ficando em 9° na modalidade individual. Mas foi nos jogos de Pequim, em 2008, seu melhor resultado e, até então, a melhor conquista do Brasil e demais países do continente americano. Luiz Algacir ganhou a medalha de prata nas duplas em Pequim, ao lado do também paranaense Welder Camargo Knaf.

## Conquistas
Luiz Algacir Vergílio da Silva tornou-se respeitado como atleta ganhando medalhas e/ou realizando ótimas marcas para o tênis de mesa brasileiro. A seguir são listadas algumas destas conquistas:

### Competições nacionais
1992- V Campeonato Brasileiro de Tênis de Mesa – Recife – RE
- Vice Campeão classe 3
- Vice Campeão Dupla
- Vice Campeão OPEN

1993- VI Campeonato Brasileiro de Tênis de Mesa – São Paulo - SP
- Campeão classe 3
- Campeão Dupla
- Campeão OPEN

1993- II Regional Sul – Curitiba - PR
- Campeão classe 3
- Campeão Dupla
- Campeão OPEN

1994-VII Campeonato Brasileiro de Tênis de Mesa - Curitiba - PR
- Campeão classe 3
- Campeão Dupla
- Campeão OPEN

1994-III Regional Sul – Porto Alegre - RS
- Campeão classe 3
- Campeão Dupla
- Campeão OPEN

1995-I Paradesportivo – Rio de Janeiro - RJ
- Campeão classe 3
- Campeão Dupla
- Campeão OPEN

1996-II Paradesportivo – Goiânia - GO
- Campeão classe 3
- Campeão Dupla
- Campeão OPEN

1997-Campeonato Brasileiro Inter. Paradesportivo – Campo Grande - MT
- Campeão classe 3
- Campeão Dupla
- Campeão OPEN

1997-Regional Sul - Curitiba - PR
- Campeão classe 3
- Campeão Dupla
- Campeão OPEN

1998-III Paradesportivo Brasileiro - Rio de janeiro - RJ
- Campeão classe 3
- Campeão Dupla
- Campeão OPEN

1998- Paradesportivo Sul - Porto Alegre - RS
- Campeão classe 3
- Campeão Dupla
- Campeão OPEN

1999- Paradesportivo Sul – Itajaí - SC
- Campeão classe 3
- Campeão Dupla
- Campeão OPEN

1999-Brasileiro Interclubes - São Paulo - SP
- Campeão classe 3
- Campeão OPEN

2000-IV Paradesportivo Brasileiro - Rio de Janeiro - RJ
- Campeão classe 3
- Campeão OPEN

2000- Jogos Paradesportivos de Bauru – Bauru - SP
- Campeão classe 3
- Campeão OPEN

2001- Paradesportivo Sul - São Paulo - SP
- Campeão classe 3
- Campeão OPEN

2002- Circuito brasileiro de Goiânia - Goiânia - GO
- Campeão classe 3
- Campeão Open

2003 - Circuito Brasileiro de São Paulo - São Paulo-SP
- Campeão Classe 3
- Campeão OPEN

2004 - Circuito Brasileiro de Curitiba - Curitiba- PR
- Campeão Classe 3
- Campeão OPEN

### Competições internacionais
1995 - Stoke Mandeville Games - Grã-Bretanha - LO
- 5º Lugar Individual
- 6º Lugar Dupla
- 5º Lugar Open

1995 - X Juegos Panamericanos de Sillas de Ruedas Argentina - AR
- 4º Lugar Dupla
- 6º Lugar Open
- 2º Lugar Individual

1996- X Paralimpic Games – Atlanta - USA
- 9º Lugar Individual
- 10º Open

1999 - XI Panamericanos de Sillas de Ruedas – México/México
- 3º Lugar individual
- Campeão Dupla Masculina
- 6º Lugar Open

1999 - Grand Prix de Tênis de Mesa – Múrcia/Espanha
- 4º Lugar Individual
- 4º Dupla Masculina
- 6º Open

1999 - Stoke Mandeville Games – Nova Zelândia / NZL
- 3º Lugar Dupla Masculina
- 5º Lugar Individual

1999 - Grand Prix de Tênis de Mesa – Austrália/ Camberra
- 3º Lugar Dupla Masculina
- 6º Lugar Individual

2000 - XI Paralimpics Games - Austrália/Camberra
- 8º Lugar Individual
- 10º Dupla Masculina

2000 - Open de Tênis de mesa – Agrigento/Itália
- 6º Lugar Individual
- 2º Open

Obs. Considerado o melhor jogador do campeonato
2001 – Iberoamericano de Tênis de Mesa – La Corunã/Espanha
- 3º Lugar Dupla
- 4º Lugar Individual

2001 - Open de Tênis de Mesa - La Coruña / Espanha
- 3º Lugar Dupla
- 5º Lugar Individual

Obs. Dois campeonatos realizados na mesma semana
2001 - Panamericano de Tênis de Mesa - Argentina/Buenos Aires
- 2º Lugar Individual
- 2º Open
- Campeã Dupla Masculina

2002 - Mundial de Equipe na Holanda - Romoerd / Holanda
- 3 º lugar Geral

2002 - Mundial – Taipei / Taipei Chinesa
- 10º Lugar Individual
- 20º Lugar OPEN
- 15º Lugar Equipe
- Considerado o Melhor Atleta de Tênis de Mesa do Brasil, e o melhor jogador de tênis de mesa da América do Sul de 2001 e 2002.

2003 - Open do México - México – ME
- 3º Lugar Individual
- 3º Lugar Equipe

2003 - Parapanamericano de Tênis de mesa – Brasília - BRA
- 1º Lugar Individual
- 1º Lugar Equipe
- 2º Lugar Open

2004 - Euro Champ Table Tennis Tournamen - Emmem-Holanda
- 1º Lugar individual

2004 - 3rd Bielefeld Open – Bielefeld - Alemanha
- 8º Lugar individual
- 15º Lugar OPEN

2004 - XII Jogos Paralímpicos- Atenas - Grécia
- 10º Individual
- 5º Equipe Classe 4

2007 - III Jogos Parapan-americanos Rio de Janeiro – Brasil
- 2 medalhas de ouro e tetra-campeão por equipe.

2008 - XIII Jogos Paralímpicos - Pequim - China
- Medalha de ouro por equipe (com o paranaense Welder Camargo Knaf)

### Falecimento
Em 2008, alguns meses antes da sua maior conquista, Luiz Vergílio fez uma operação para conter um câncer localizado no cóccix. Em julho de 2009 teve que ser hospitalizado pelo mesmo problema. Esta doença, já sem controle, vitimou o mesa-tenista na manhã de sábado, dia 23 de janeiro de 2010, em sua cidade natal, aos 36 anos e dez meses.